# Рокавионе
Рокавио̀не (на италиански: Roccavione; на пиемонтски: Rocavion и на окситански: Rocavion, Рокавион) е малко градче и община в Северна Италия, провинция Кунео, регион Пиемонт. Разположено е на 646 m надморска височина. Населението на общината е 2870 души (към 2011 г.).